# Podvinická lípa
Podvinická lípa (též Štěpánova lípa u rybářské školy) je památný strom lípa malolistá (Tilia cordata) ve Vodňanech v okrese Strakonice v Jihočeském kraji. Roste u křižovatky ulic Zátiší a Tyršova při hrázi, oddělující rybníky Malá a Velká Podvinice, severně od centra města, asi 200 metrů jihovýchodně od Rybářské školy. Obvod kmene je 540 cm, koruna dosahuje do výšky 25 m (měření 2012). Její stáří bylo v roce 2012 odhadováno na 270 let.
Lípa je chráněna od roku 1979 a přehlášena roku 2001 jako součást kulturní památky (výklenkové kaple Panny Marie) a strom významný vzrůstem a stářím.

## Stromy v okolí
- Lípa Osvobození
- Heritesův dub
- Zeyerův dub